# Система активного отбрасывания
Система активного отбрасывания (Система активного блокирования, англ. Active Denial System, ADS) — один из нескольких видов оружия, разработанных в рамках программы «Оружие управляемых эффектов», представляет собой установку, излучающую электромагнитные колебания в диапазоне миллиметровых волн с частотой около 95 ГГц, которая оказывает кратковременное шоковое воздействие на людей. Принцип действия основан на том, что при попадании луча в человека 83 % энергии этого излучения поглощается верхним слоем кожи. Эффект, производимый этим лучом, называют «незамедлительное и высокомотивированное поведение спасения». Разработчики назвали это «Goodbye effect» — англ. «эффект „до свидания“».

## Испытания

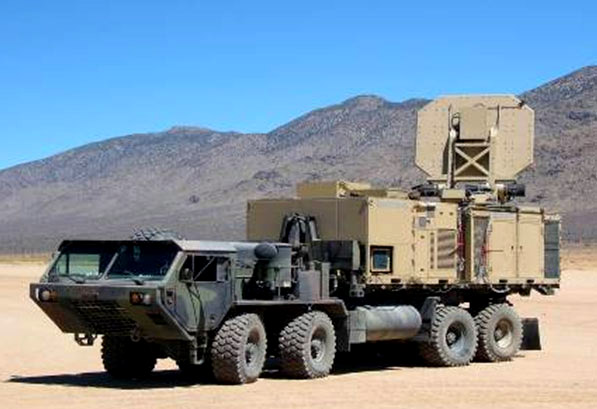
Одна из версий ADS (сентябрь 2008)

Пентагон провел сертификационные испытания установки cистемы активного отбрасывания на добровольцах (военнослужащих и резервистах), которые при облучении испытывали болевой шок и рефлекторное стремление немедленно скрыться из зоны поражения. Около 10 тыс. проведённых испытаний показали, что болевой порог достигался в течение 2 секунд облучения, а после 5 секунд боль становилась невыносимой. Однако только в 6 случаях испытуемые получали слабые ожоги в виде покраснений и вздутий кожи, а в одном случае — даже ожог второй степени.
Американские военные, основываясь на результатах проведённых ими лабораторных и полевых сертификационных испытаний, утверждают, что установка ADS является нелетальным оружием, которое не представляет радиационного риска и в большинстве случаев не приводит к длительному поражению жертв. В свою очередь, критики нового оружия предупреждают о возможных непредсказуемых последствиях СВЧ-облучения.
Прошедший испытания экспериментальный комплекс, получивший наименование System 1, устанавливается на шасси автомобиля Hummer и оснащён антенной системой, способной формировать луч диаметром 2 метра, эффективная дальность действия которого составляет 500 метров. Возможна установка малогабаритного СВЧ-комплекса на шасси БТР Страйкер, а также на воздушные и морские платформы. Более мощный комплекс ADS планируется установить на борту спецсамолета AC-130.
В ходе испытаний были опробованы различные тактические приемы использования СВЧ-установки в боевых операциях для поддержки наступления, подавления огневых точек и срыва контратак. Однако основное её предназначение — дистанционный разгон враждебно настроенной толпы и удаление гражданских лиц от контролируемых объектов.
Остаётся открытым вопрос о средствах защиты от системы активного отбрасывания. Излучение этой длины волны быстро поглощается водосодержащими материалами и даже в полевых условиях можно изготовить относительно эффективные средства защиты.
Впервые существование американской программы ADS было открыто для прессы в 2001 году, но подробности оставались засекреченными.